# Rab Nachman bar Isaak
Rab Nachman bar Isaak († 356) war ein Amoräer der 4. Generation in Babylonien.
Er war zusammen mit Raba Schüler des Abaje und Schüler des Nachman bar Jakob. Nach Rabas Tod war er Schulhaupt in Pumbedita.
Da Rab Nachman bar Isaak, ebenso wie Nachman bar Jakob, kurzweg Rab Nachman genannt wird, ist es schwierig, ihn immer von seinem Lehrer Nachman bar Jakob zu unterscheiden.